# イエス (バンド)
イエス（英語: Yes）は、イングランド出身のロックバンド。1969年にデビュー。プログレッシブ・ロックの草創期から活動している老舗グループの一つ。代表作にアルバム『こわれもの』（1971年）、『危機』（1972年）、『ロンリー・ハート』（1983年）などがある。1985年度グラミー賞受賞。2017年、「ロックの殿堂」入り。

## 略歴

### アート・ロック時代（1968年 - 1970年）

#### 結成からデビューまで

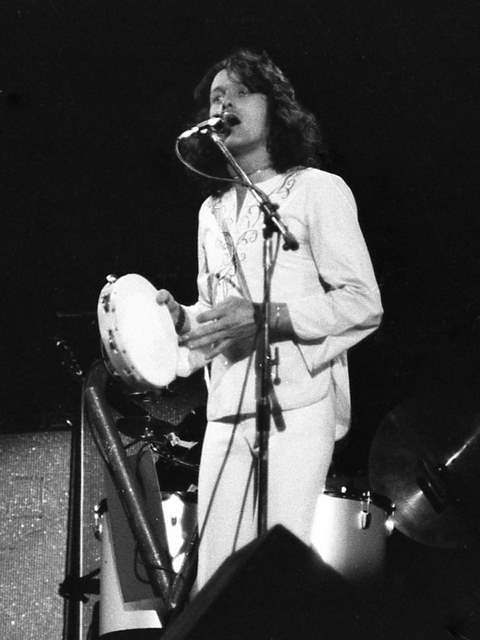
ジョン・アンダーソン

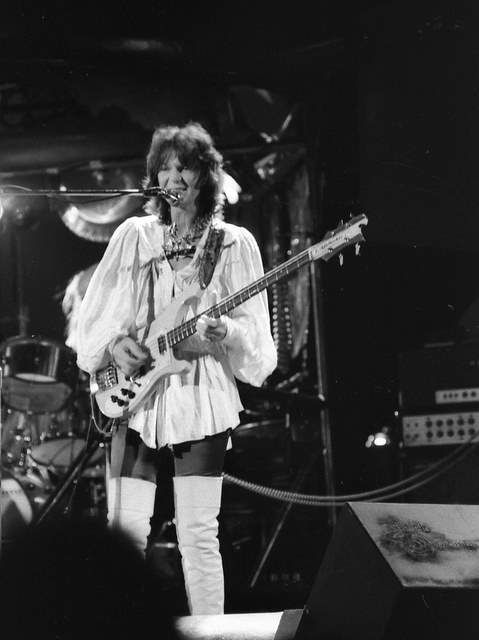
クリス・スクワイア

1968年2月、ジョン・アンダーソンは「ウォリアーズ（Warriors）」というバンドから脱退した後、短期間ながら「ジョン・アンダーソン・アンド・ザ・ガン」というバンドで活動していたが、その後に「メイベル・グリアーズ・トイショップ」というバンドを結成したばかりのクリス・スクワイア、クライヴ・ベイリーと合流。バンドの元ギタリストだったピーター・バンクスを呼び戻し、音楽雑誌でのメンバー募集の広告を見たビル・ブルーフォードがそれに合流した。この5人編成による初めてのライブが同年6月7日、ロンドンに近いデプトフォードにある「レイチェル・マクミリアンズ・カレッジ」で行なわれている。そしてバンクスの案でバンド名を「イエス」と改名する。
この時点でのメンバーは、アンダーソン（ボーカル）、スクワイア（ベース）、バンクス（ギター）、ボブ・ハガー（ドラム）の4人である。その後、トニー・ケイ（キーボード）が加わり、ブルーフォードも復帰し、8月3日イースト・マーシー・ユース・キャンプにて初めて「イエス」と名乗ったギグが行われている。同年8月にはマーキー・クラブ（Marquee Club）に毎週水曜日の夜に出演する様になる。しかし、8月31日のブラック・シープ・クラブでの演奏を最後にブルーフォードが大学に戻る為にバンドを離脱し、9月6日マーキーでのギグからはトニー･オライリーが11月18日までドラムスを担当した（11月5日のギグのみイアン・ウォーレスがドラムを担当）。
9月にはイギリス・ツアーをキャンセルした「スライ・アンド・ザ・ファミリー・ストーン」の代役としてイギリスの各クラブに出演し、その後の11月24日のギグからブルーフォードが復帰している。11月26日に行われたクリームのフェアウェル・コンサートでは前座を担当した。この頃から『メロディ・メイカー』をはじめ各音楽マスコミでの露出も多くなり、翌1969年2月にはアメリカのアトランティック・レコードと契約した。

#### 『イエス・ファースト・アルバム』『時間と言葉』
- クリス・スクワイア（ベース）
- ジョン・アンダーソン（ボーカル）
- ビル・ブルーフォード（ドラム）
- ピーター・バンクス（ギター）
- トニー・ケイ（キーボード）

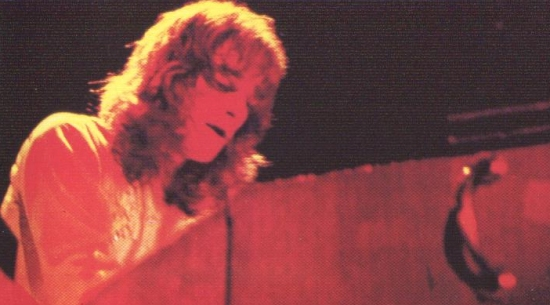
トニー・ケイ

1969年にデビュー・アルバム『イエス・ファースト・アルバム』、1970年にセカンド・アルバム『時間と言葉』を制作した。また、「スウィートネス」など数種のシングルも発表している。
デビュー・アルバムはプログレといわれるような音ではなく、当時、目指していたビートルズ、ザ・フー、バーズ、クリーム、ヴァニラ・ファッジなどに似た、アート・ロックやサイケデリック・ロックである。
アルバム『時間と言葉』ではオーケストラと共演している。
1969年4月にジャニス・ジョプリンの前座を務めたのを初め、様々なコンサートのサポートやロック・フェスティバルの出演を続け、8月にはヨーロッパ各地でプロモーション・ツアーが行われた。1970年の2月にはロンドンでナイスとのジョイント・コンサートが開催され、3月には初の単独コンサートがロンドンで開催された。

### プログレッシブ・ロック期（1970年 - 1979年）

#### 『イエス・サード・アルバム』
- クリス・スクワイア
- ジョン・アンダーソン
- ビル・ブルーフォード
- トニー・ケイ
- スティーブ・ハウ（ギター） - 新加入

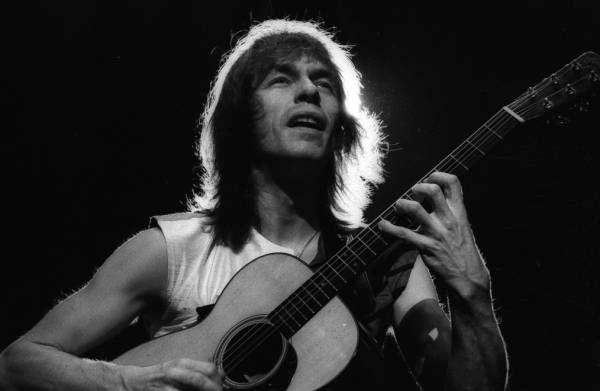
スティーブ・ハウ

1970年4月18日のコンサートを最後にピーター・バンクスが解雇された。後任にスティーヴ・ハウが加わった編成で、3枚目のアルバム『イエス・サード・アルバム』が発表された。前作『時間と言葉』でエンジニアとして関わり、後々までイエスのスタジオ・ワークおよびステージの音響でも重要な働きをすることになるエディ・オフォードが、バンドとの共同プロデューサーとして参加している。
1970年7月からヨーロッパ各地を含む数々のコンサートが行なわれ、翌1971年3月からは全16回という初の本格的なイギリス・ツアーが開催された。さらに6月頃には初めてアメリカでコンサート・ツアーを行っている。
1971年7月31日のコンサートを最後にトニー・ケイが解雇され、このメンバー編成は終結した。

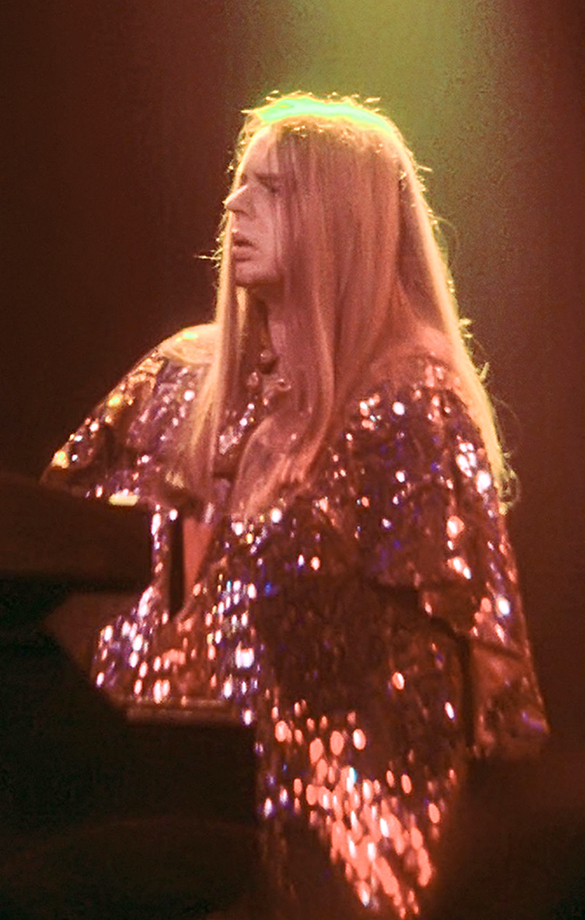
リック・ウェイクマン

#### 『こわれもの』『危機』
- クリス・スクワイア
- ジョン・アンダーソン
- ビル・ブルーフォード
- スティーヴ・ハウ
- リック・ウェイクマン（キーボード） - 新加入

元ストローブスのリック・ウェイクマンが加わり、1971年に4枚目のアルバム『こわれもの』、1972年に5枚目のアルバム『危機』が発表された。

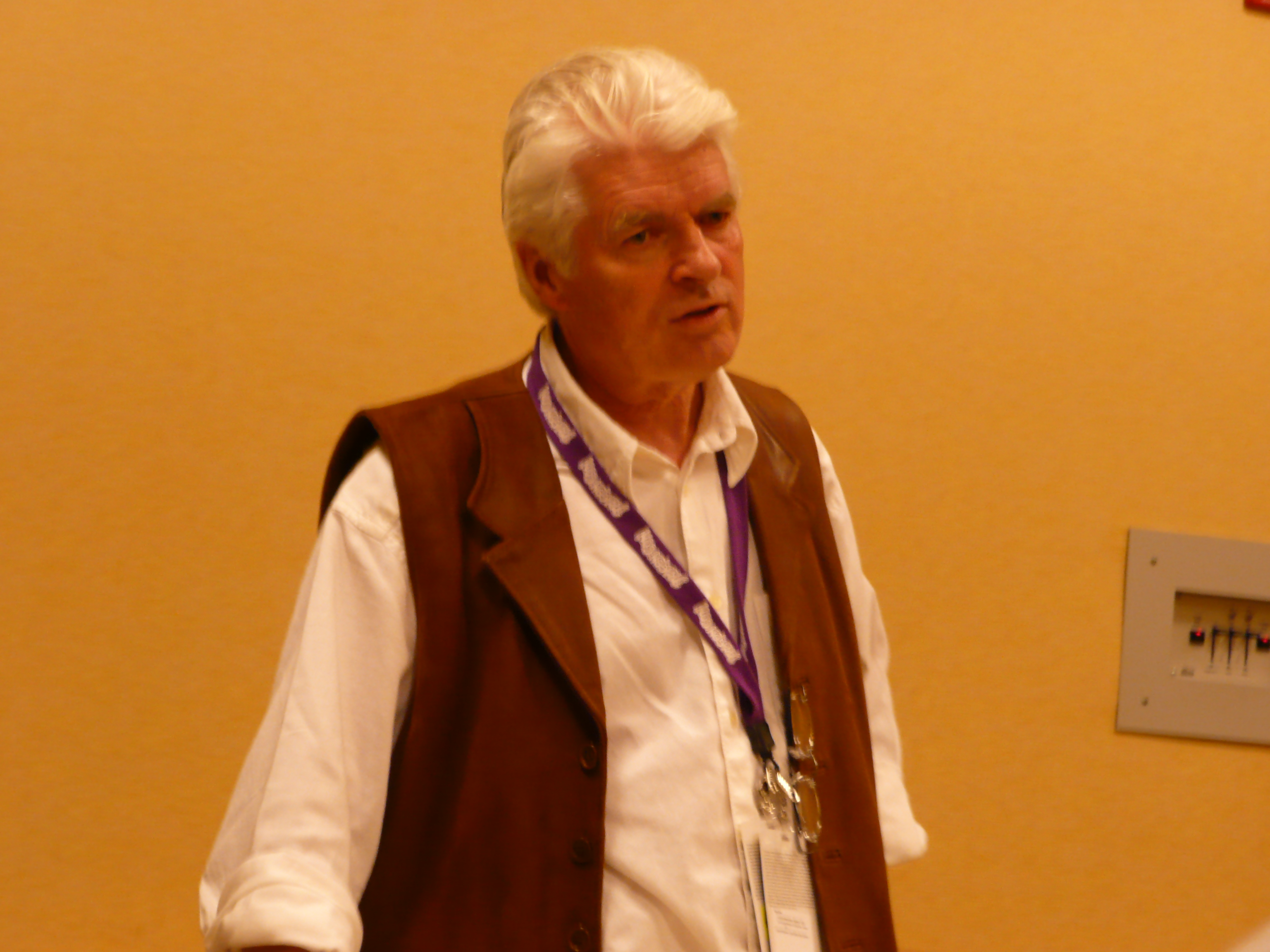
ロジャー・ディーン (2008年)

『こわれもの』はバンドとしての演奏と各メンバーのソロ小品で構成され、アート・ワークに初めてロジャー・ディーンが起用された作品でもある。バンドの代表曲と認識されている「ラウンドアバウト」が収録されている。
『危機』は全3曲というトータル・コンセプト・アルバムで、イエスの代表作とされている。
1971年9月にはリック・ウェイクマン加入後初のライブが開催され、同月には2回目のイギリスツアー、11月には2回目のアメリカ・ツアーが催された。1972年2月から3月にかけての3回目のツアーが催行された時、『イエス・サード・アルバム』と『こわれもの』がアメリカでゴールド・ディスクを獲得している。
『危機』のレコーディングが完了した直後にビル・ブルーフォードは脱退してキング・クリムゾンに移籍した。そのため、ジョン・レノンのプラスティック・オノ・バンドなどのセッションで活動していたアラン・ホワイトが加入し、1972年7月からの4回目のアメリカ・ツアーが行なわれている。翌1973年にリリースされた3枚組ライブ盤『イエスソングス』では、ドラムスのほとんどをアラン・ホワイトが担当したテイクで構成されており、「遥かなる思い出〜ザ・フィッシュ」や、ドラム・ソロを含む「パーペチュアル・チェンジ」はビル・ブルーフォードのドラムスによる演奏が使用されている。

#### 『海洋地形学の物語』
- クリス・スクワイア
- ジョン・アンダーソン
- スティーヴ・ハウ
- リック・ウェイクマン
- アラン・ホワイト (ドラム) - 新加入

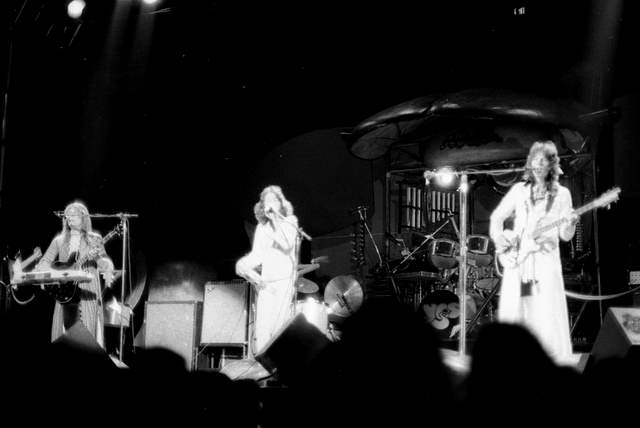
US.コロンビア公演（1974年）

1973年にアルバム『海洋地形学の物語』が発表された。1973年の初来日公演中にアンダーソンが読んでいたヒンドゥー教僧侶の著書からインスパイアされた作品である。大作指向はエスカレートし、LPレコード2枚組で各面が1曲、計全4曲という構成となった。
『海洋地形学の物語』のコンセプトや出来そのものに不満を感じ、コンサートでのそれらの曲の演奏に飽き飽きしていたウェイクマンは、自身のソロ活動の成功もあって、1974年5月にイエスを脱退した。

#### 『リレイヤー』
- クリス・スクワイア
- ジョン・アンダーソン
- スティーヴ・ハウ
- アラン・ホワイト
- パトリック・モラーツ（キーボード） - 新加入

ウェイクマンの後任候補としてアフロディテスチャイルドのキーボードでギリシャ人のヴァンゲリス・パパサナシューの名前が挙っていたが、ユニオン（音楽家組合）の問題（当時、組合の主導により、外国人のイギリスでの音楽活動が極度に制限されていた）などで実現しなかった。この時のヴァンゲリスとの接触は、後にアンダーソンとのユニット「ジョン・アンド・ヴァンゲリス」へと発展する。また、ロッド・アージェントにも後任への打診があったことがアージェント本人によって語られている。
結局、プログレッシブ・バンド「レフュジー」のスイス人キーボード奏者・パトリック・モラーツがスカウトされ、1975年8月にイエスに参加し、アルバム『リレイヤー』が制作・発表された。『リレイヤー』は「戦争と平和」（トルストイの著書とは無関係）をテーマとし、モラーツはフュージョンの要素を多く持ち込んでいる。
この時期、1976年まで続く精力的なツアーを行い、メンバー全員がソロ・アルバムを発表し、コンピレーション『イエスタデイズ』の発表も行っている。

#### 『究極』
- クリス・スクワイア
- ジョン・アンダーソン
- スティーヴ・ハウ
- アラン・ホワイト
- リック・ウェイクマン - 復帰

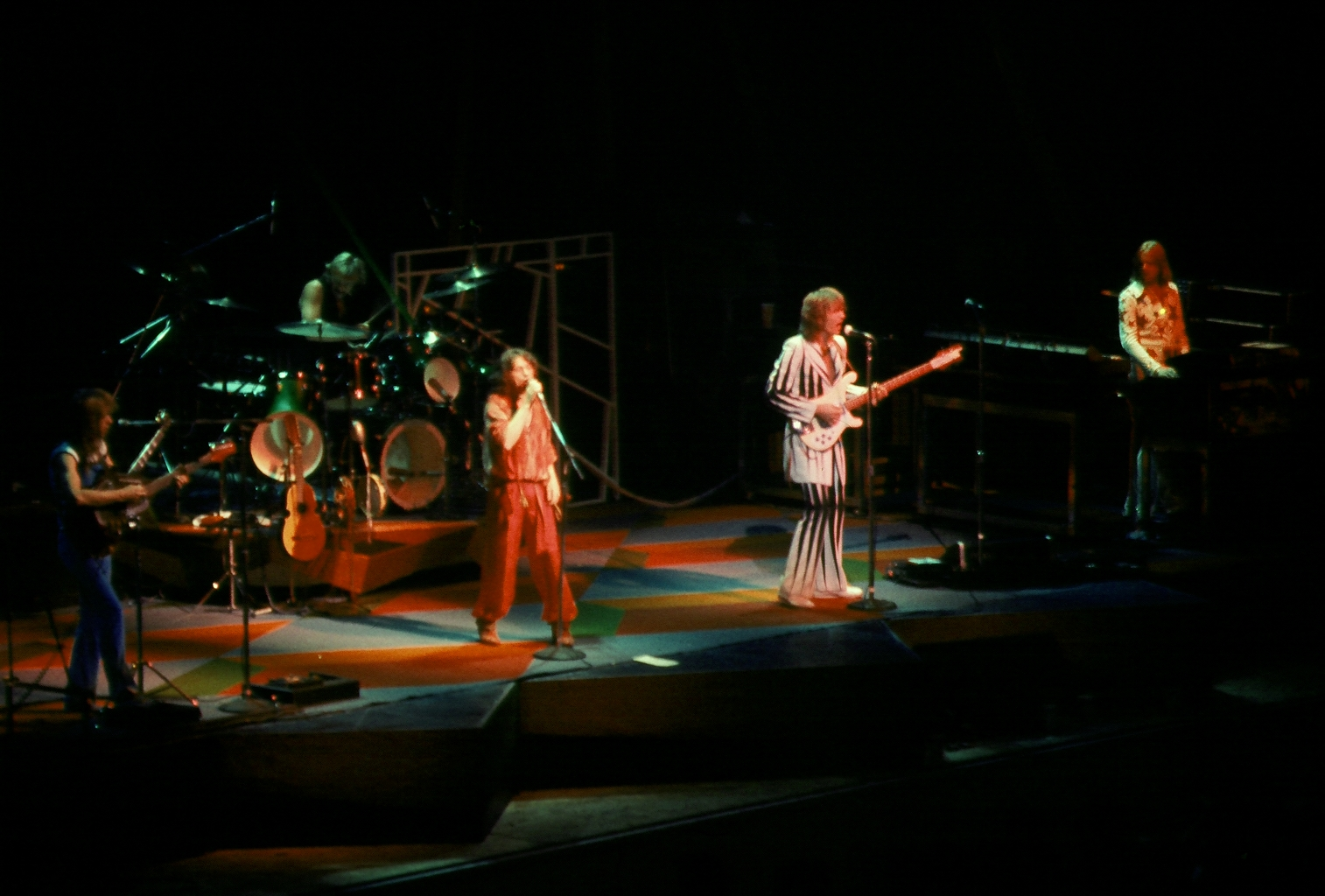
US.インディアナポリス公演（1977年8月）

1976年、アルバム制作のリハーサルがスイスで始められた。だが、音楽性の相違や諸々の問題が表面化してモラーツが脱退し、ウェイクマンがセッション・マンとして招かれた。このセッションでの感触から、ウェイクマンは結局正式メンバーとして復帰し、レコーディングもそのままスイスで遂行された。そして、1977年7月にアルバム『究極』が発表されている。ジャケット・アートを幻想絵画のロジャー・ディーンから、シュールなフォトコラージュのヒプノシスへ切り替え、プロデュースをエディ・オフォードから離れてセルフ・プロデュースで行われた。教会のパイプ・オルガンのウェイクマンと、スタジオのメンバー達とを電話回線で同期してレコーディングをするという試みも行われた。「不思議なお話を（Wonderous Stories）」はシングル・カットされ、トップ10ヒットとなっている。

#### 『トーマト』

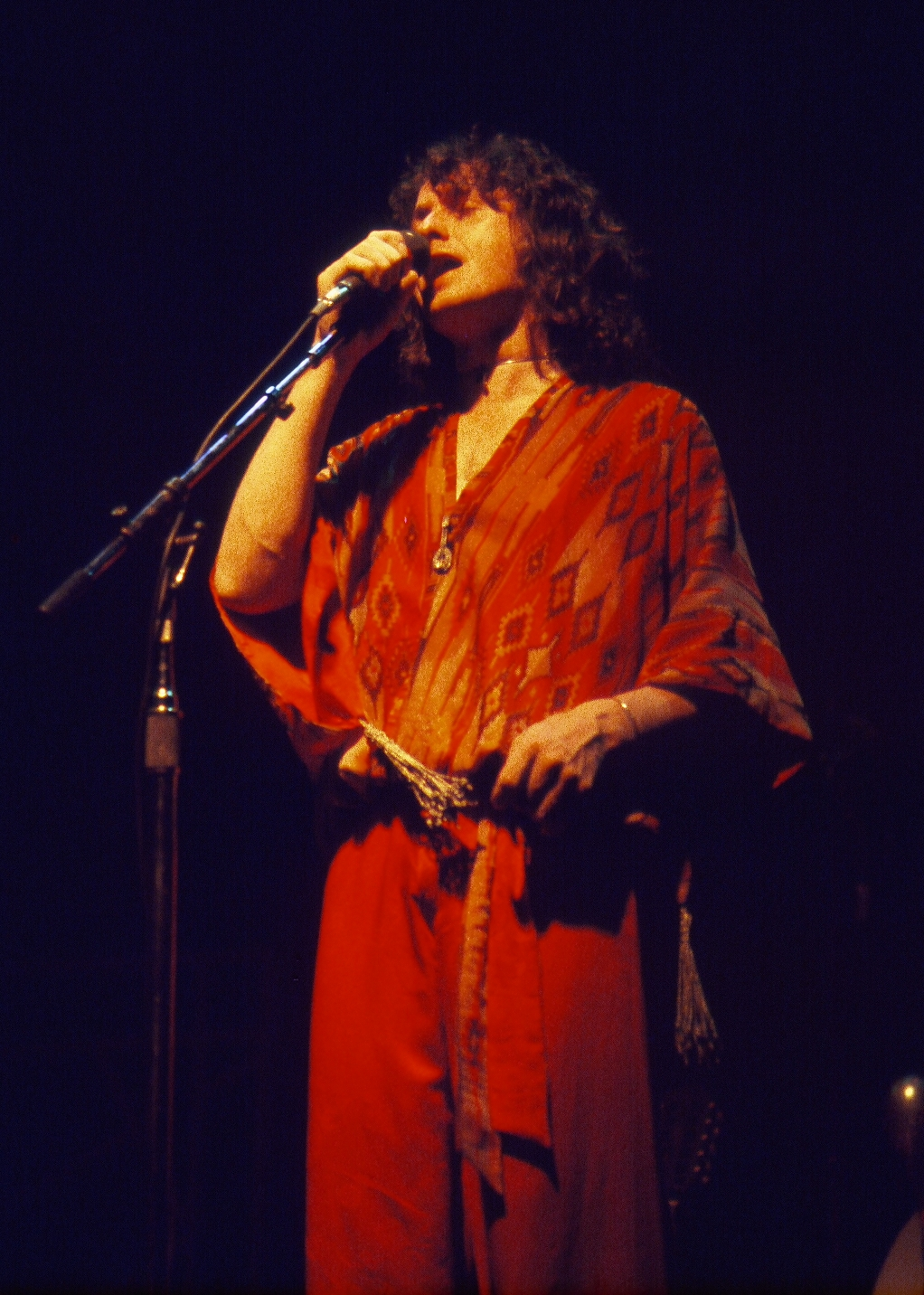
ジョン・アンダーソン (1978年)

1978年にアルバム『トーマト』を発表。楽曲のコンパクト化をより推し進め、歌詞のテーマも身近で手軽なものを多く取り上げた作品となった。1978年はイエス結成10周年でもあり、回転する円形ステージのライブもこの頃に開始されている。

#### 『ドラマ』
- クリス・スクワイア
- スティーヴ・ハウ
- アラン・ホワイト
- トレヴァー・ホーン（ボーカル） - 新加入
- ジェフ・ダウンズ（キーボード） - 新加入

『トーマト』発表後の結成10周年記念ツアー終了後の1979年にパリで始めた新作のリハーサルが頓挫し、アンダーソンとウェイクマンが脱退してしまう。ボーカルとキーボードを失ったイエスは、同じマネージメントに所属していたエレクトロ・ポップ・デュオ、バグルスをまるごと吸収した。この編成で1980年にアルバム『ドラマ』が発表され、アメリカとヨーロッパでツアーを行なうものの、評価も観客動員も良い結果を残せなかったこともあり、ツアーを終えたイエスは活動を停止した。

### ロンリー・ハート隆盛期（1980年 - 1988年）

#### 活動停止（解散）期

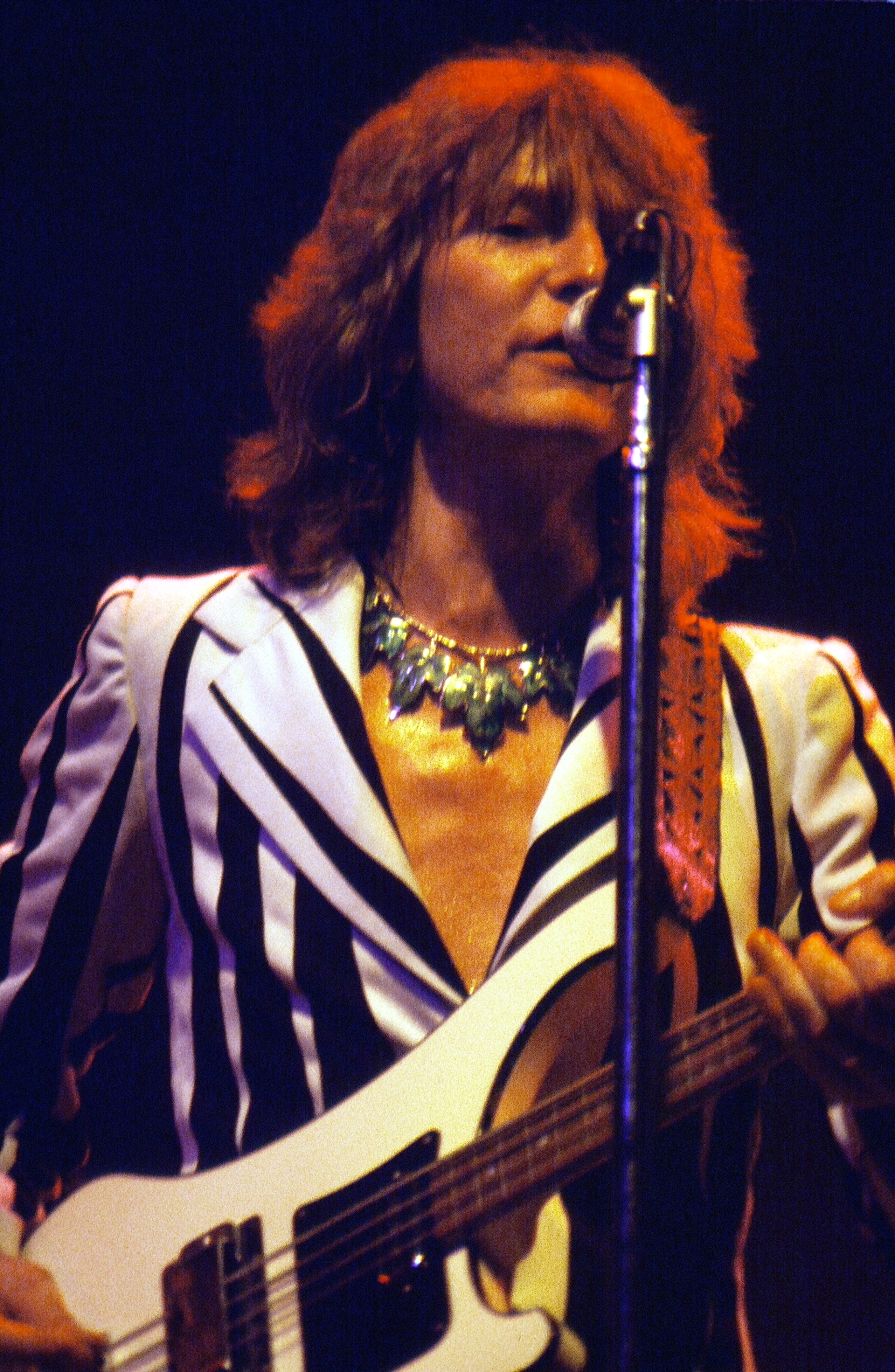
クリス・スクワイア（1978年）

1980年から1983年にかけて、イエスとしての具体的な活動は無かった。便宜上は「解散」という言葉を使っているが、ホワイトはそれを否定しており、「メンバーが集まらなかったので活動を停止していただけ」と主張している。
ハウによると、スクワイアとホワイトの2人はジミー・ペイジとセッション（XYZ = ex Yes Zeppelin : 元イエスと元レッド・ツェッペリンの意）を始め、ホーンはそのバンドをプロデュースしたいと言って2人に同行し、最終的にイエスに残ったのは彼とダウンズだけだったのだという。ハウはイエスの再編も考えたが、当時のマネージャー、ブライアン・レーンの助言もあってイエスを諦め、新バンド、エイジア結成へシフトしたとされる。
スクワイア、ホワイトの見方はこれとは全く逆で、ハウは自分達を置いてエイジアに行ってしまった、という意味あいの発言をしている。
なお、アンダーソン脱退時のバグルス吸収、エイジアの結成、トレヴァー・ラビンの紹介など、この時期のイエスの動向を大きく左右したのはブライアン・レーンであった。
ホーンはバグルスの2作目『モダン・レコーディングの冒険』（1981年）に着手した。この作品にはスクワイアがサウンド・エフェクトなるクレジットで1曲にゲスト参加している。またアルバム『ドラマ』に提供した「レンズの中へ」を、バグルス版にリ・アレンジした「アイ・アム・ア・カメラ」も収録されている。以降、ホーンはプロデューサー業に専念し、音楽プロデューサーとして成功を収めている。
スクワイアとホワイトは、2人の名義でクリスマス・ソングのシングル盤「ラン・ウィズ・ザ・フォックス」（1981年）を発表している。スクワイアがリード・ボーカルを担当している同曲はピート・シンフィールドとの共作である。
新プロジェクトをいち早く商業的に成功させていたのはハウとダウンズのエイジアである。ジョン・ウェットン（元キング・クリムゾン、U.K.他）、カール・パーマー（元エマーソン・レイク・アンド・パーマー）という陣容でブライアン・レーンのマネージメントの元に結成され、デビュー作『詠時感〜時へのロマン』（1982年）が、かつてのイエスの成功を遥かに上回る「全米9週間1位、全世界で1500万枚」を売り上げる空前のヒットとなった。

#### 再結成
- クリス・スクワイア
- アラン・ホワイト

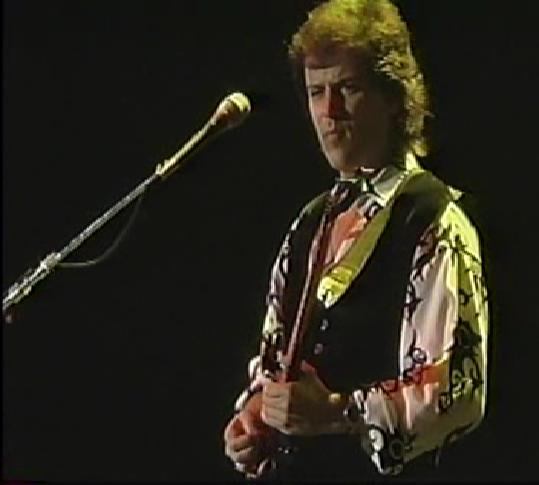
トレヴァー・ラビン

- トレヴァー・ラビン（ギター、ボーカル、キーボード） - 新加入
- トニー・ケイ - 復帰
- ジョン・アンダーソン - 復帰

ジミー・ペイジとのXYZが頓挫したスクワイアとホワイトは、1983年、「シネマ」と仮称された新しいバンドを結成するためのメンバーとして、南アフリカ出身のマルチ・プレイヤー、トレヴァー・ラビンと合流した。ここに至るまでに、ラビンはデモ・テープを様々なレコード会社に送りつけており、一時、エイジアに参加する可能性もあったという。
さらにスクワイアはイエスのオリジナル・メンバーのケイをシネマに参加させ、スクワイア、ホワイト、ラビン、ケイの4人でのシネマとしてのデモ・テープが作成されている。スクワイアがそれを偶然とパーティで同席したアンダーソンに聞かせたのをきっかけとして、アンダーソンがシネマに参加することになり、シネマがイエスに改名し、イエスの再結成となった。しかし、ラビンがキーボード類にも明るかったことや、プロデュースに回ったホーンがサンプラーなどの最新技術をふんだんに取り入れていたこと、更には自身のスタイルとバンドの音楽性との阻隔もあって不満を抱いたケイは脱退してしまう（解雇とも言われている）。

#### 『ロンリー・ハート』
ケイに代わってキーボードにチャールズ・オリンズ（スクワイアの当時の妻のバンド、エスクワイアのメンバー）をゲストに迎え、アルバム『ロンリー・ハート』を1983年に発表した。途中まで別のバンド「シネマ」の作品として制作されたため、ラビンがリード・ボーカルを取るパートも多い。アルバムからシングル・カットされた「ロンリー・ハート (Owner of a Lonely Heart)」はアメリカをはじめ多くの国で1位を獲得し、イエスは再結成によって最大の成功を手にした。ケイの脱退（解雇）によって、キーボード・プレイヤーが不在状態であったために、一時、エディ・ジョブソンが招集されている。しかし、マネージメント側が「これはあのイエスの再結成なのだ」という印象を与えるために、ケイをバンドに復帰させるに至り、これを嫌ったジョブソンは脱退をしている。ジョブソン曰く、「イエスにキーボード・プレイヤーは2人いらない」。アルバム発表直後にワールド・ツアーが計画されていたが、ラビンの怪我のために翌年に延期された。この後に行なわれたワールド・ツアーでは、サポート・キーボードとして、ステージの袖で Casey Young というキーボード奏者が演奏を行なっていたが、バンドおよびマネージメント側はこれを公にはしていない。1985年、収録曲「Cinema」が第27回グラミー賞のベスト・ロック・インストゥルメンタル・パフォーマンス賞を受賞。

#### 『ビッグ・ジェネレイター』
1987年、イエスはアルバム『ビッグ・ジェネレイター』を発表した。レコーディングは難航し、イタリアやアメリカなどのスタジオを転々としてようやく完成したアルバムであるが、制作途中でホーンはプロデュースを降り、ラビンがその後を担った。「リズム・オブ・ラブ」「ビッグ・ジェネレイター」「ラブ・ウィル・ファインド・ア・ウェイ」がアルバムよりシングル・カットされている。
この時期にバンドが本拠地を置いていたのはロサンゼルスである。発表作品は2枚のみであり実質活動期間も長くはないが、イエスとしては珍しく5年もの間メンバー・チェンジが発生しなかった。
1988年には2度目（16年振り）の来日公演が実現した。

### 分裂時代 - 2つのイエス（1988年 - 1990年）

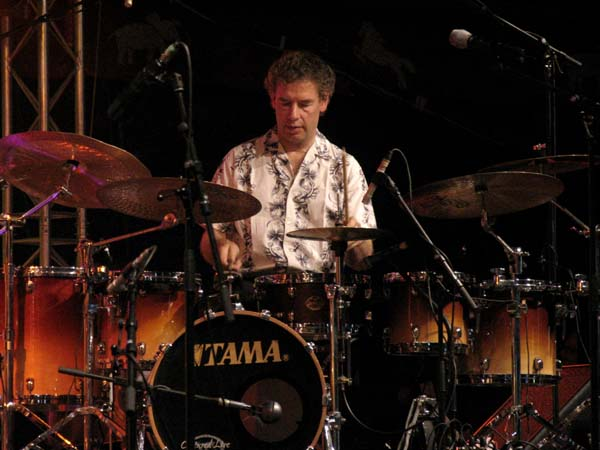
16年ぶりに帰還したビル・ブルーフォード

1988年、イエスのツアーが終了した時点でアンダーソンは再びバンドを脱退する。そして彼はイエスの旧メンバーであるハウ、ブルーフォード、ウェイクマンとともに「アンダーソン・ブルーフォード・ウェイクマン・ハウ（以下ABWH）」を結成するに至る。アンダーソンがこうした活動に出た裏には、ラビンが主導するバンドに不満を抱いていたということがあるとされる。アンダーソンの新しい活動は「イエス」という名称を巡り、この後に訴訟沙汰にまでなっている。
ABWH
- ジョン・アンダーソン
- ビル・ブルーフォード
- リック・ウェイクマン
- スティーヴ・ハウ

ベーシストにはブルーフォードがキング・クリムゾン在籍時に縁のあったトニー・レヴィンを連れてきて、スタジオ録音に全面参加している。その他には、マット・クリフォード(キーボード) 、ミルトン・マクドナルト（ギター）といったサポートメンバーが参加し、加えて、アンダーソンはヴァンゲリスと、ハウはジェフ・ダウンズ、マックス・ベーコンと（エイジア、GTR時代に）共作したマテリアルを持ち寄り新曲として仕上げている。1989年に発表されたアルバム『閃光』は、大きな話題を呼び、ツアー・タイトルを「イエス・ミュージックの夜 - An Evening of Yes Music Plus」と銘打ち、1970年代のイエスの楽曲を数多く演奏した。
ABWHのライブ作品『イエス・ミュージックの夜』は、CD / 映像ともに、体調を崩したレヴィンの代役として、ブルーフォードのソロ時代の仲間であるジェフ・バーリンが参加した時のものが使われている。また、クリフォードはライブには参加せず（同時期にローリング・ストーンズのツアーに参加していたため）、代わりにジュリアン・コルベックがツアーに参加した。
一方、本家イエスの方はサポートとしてワールド・トレイドのビリー・シャーウッドを加えて新たな活動を模索していた。ただ、その成果は4枚組ボックス『イエスイヤーズ』（1991年）に収録された「ラヴ・コンクァーズ・オール（Love Conquers All）」1曲のみで、シャーウッドは1997年の『オープン・ユア・アイズ』で正式参加するまで、自身のバンドとイエスのサポートを並行させた。
この時期の本家イエスは、ファンの間ではそれ以前の本来のイエスやABWHと区別するために、「西海岸イエス（YesWest）」または「90125イエス」などと呼ばれている。なお、本記事において以降登場する表記「9012バンド」は、アンダーソンが当時のインタビューで用いていた本家側の蔑称である。
90125イエス（西海岸イエス）
- クリス・スクワイア
- トニー・ケイ
- アラン・ホワイト
- トレヴァー・ラビン

### リユニオン - 2000年代まで（1991年 - 2004年）
- クリス・スクワイア
- トニー・ケイ
- アラン・ホワイト
- トレヴァー・ラビン
- ジョン・アンダーソン - 復帰
- ビル・ブルーフォード - 復帰
- リック・ウェイクマン - 復帰
- スティーヴ・ハウ - 復帰

アルバム / シングルのヒットと、ツアーの好評を受けて、ABWHはセカンド・アルバム『ダイアログ（Dialogue）』（未発表）のレコーディングに入った。しかし、楽曲の数が不足していたため、アンダーソンはラビンに楽曲の提供を依頼。ラビンもこの依頼に応えて楽曲を提供することになった。この流れでスクワイアがコーラスとしてABWHの曲に参加。結局、二つのバンドは合流してイエスとなる。そして、ほぼ録音が完了していたABWHの『ダイアログ』に9012バンド側の新作4曲を加えて再編集し、1991年にアルバム『結晶』が発表された。このアルバムは、正式メンバー8名＋トニー・レヴィン、ビリー・シャーウッドら多数のサポート・メンバーによって制作されたものである。
このアルバムに伴うツアーはジュール・ベルヌの小説「80日間世界一周」をモチーフにして「Round the World in 80 Days」と名づけられ、8人の正式メンバーで敢行され、世界各地で大いに盛り上がった。

#### 『トーク』
- ジョン・アンダーソン
- クリス・スクワイア
- トニー・ケイ
- アラン・ホワイト
- トレヴァー・ラビン

8人編成のイエスのツアーが終了するとブルーフォードが脱退する。またレーベル側の意向で、次作ではハウは召集されなかった。その結果、9012バンドとウェイクマンという6人編成となり、次作に向けてミーティングを行うものの、ウェイクマンが自身のソロ活動との両立が難しいと判断して脱退してしまう。その結果、イエスの編成は9012バンドの5人のメンバーに戻り、1994年にアルバム『トーク』を発表している。日本や南米を含むワールド・ツアーが催され、シャーウッドがギターとバッキング・ボーカルで同行した。
このアルバムのツアーを最後に、ラビンはイエスを脱退。映画音楽の世界に転身する。また、ケイも脱退し、音楽活動から引退して側面からイエスをサポートしていくと表明した（この時点からしばらくの活動休止後、サーカ、YOSO のメンバーとして復帰している）。

#### 『キーズ・トゥ・アセンション』
ラビンとケイの脱退を受け、ハウとウェイクマンが復帰。イエスのオフィシャル・サイト「YesWorld」は「YesKnow」のタイトルで、アンダーソン、スクワイア、ホワイト、ハウ、ウェイクマンでのイエスの復活を発表し、1996年3月にカリフォルニア州のサン・ルイス・オビスポの劇場にて、この編成での復活ライブ(3度の公演)を行なった。
- ジョン・アンダーソン
- クリス・スクワイア
- スティーヴ・ハウ - 復帰
- リック・ウェイクマン - 復帰
- アラン・ホワイト

そのようにして発表されたアルバム『キーズ・トゥ・アセンション』（1996年）、アルバム『キーズ・トゥ・アセンション2』（1997年）は、サン・ルイス・オビスポでのライブと、スタジオ録音の新曲を混在させたプロジェクトであった。アルバム発表の後にはツアーが予定されていたが、マネージメントの変更を検討していたためスケジュールがなかなか決まらず、ウェイクマンがスケジュールを知ったのは、既に彼自身のソロ・ライブ・ツアーのスケジュールがブッキングされた後であった。こうしたトラブルからウェイクマンは4度目の脱退をした。1997年5月にはウェイクマン脱退が正式に発表され、予定されていたツアーはキャンセルとなった。

#### 『オープン・ユア・アイズ』
- ジョン・アンダーソン
- クリス・スクワイア
- スティーヴ・ハウ
- アラン・ホワイト

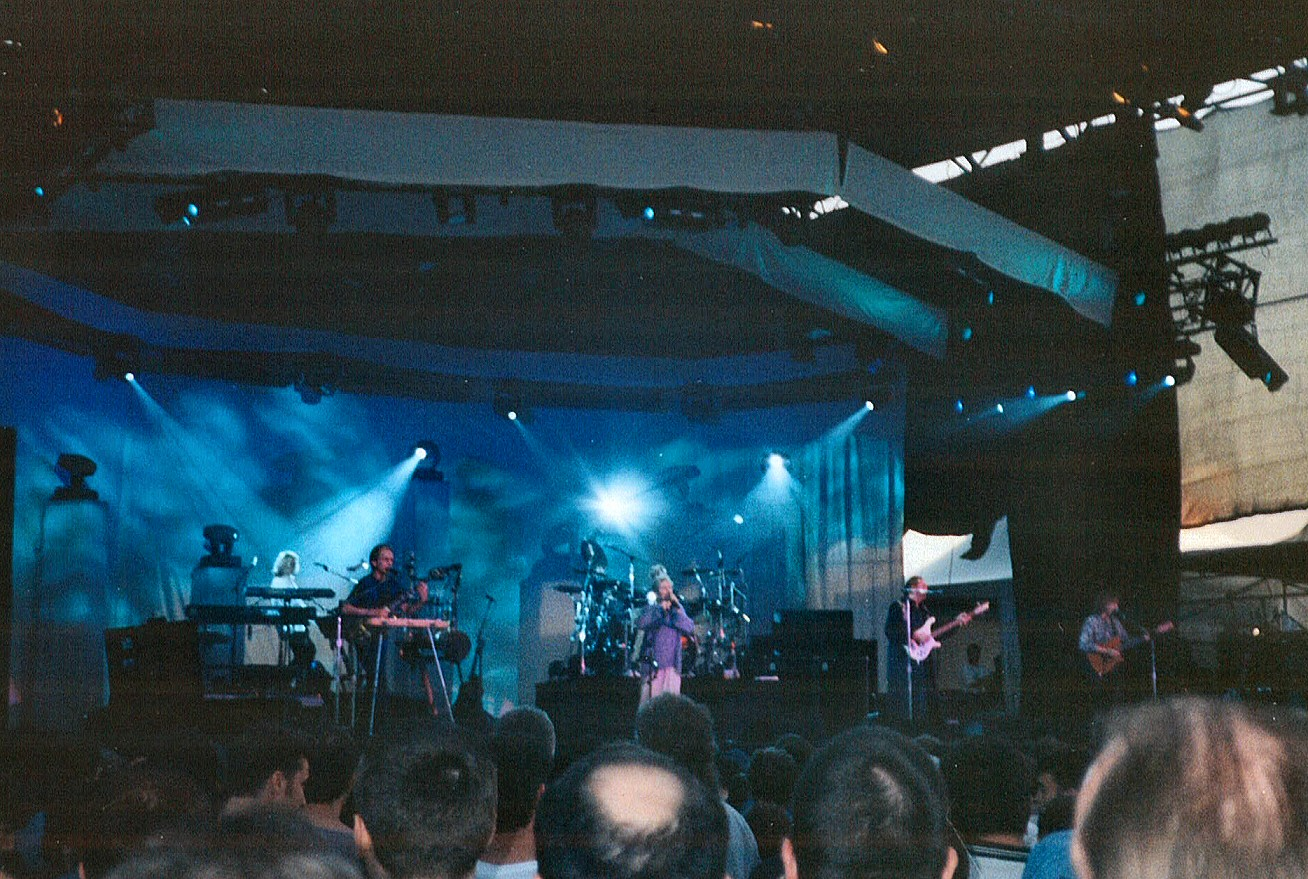
カナダ.モントリオール公演（1998年6月）

- ビリー・シャーウッド（ギター、キーボード、ボーカル） - 新加入
- イゴール・コロシェフ（キーボード） - 新加入

後任のキーボード・プレイヤーを探していたイエスは、アンダーソンが連れてきたロシア出身のイゴール・コロシェフをツアー用のメンバーとして加入させる。また、スクワイアのソロ・プロジェクト「クリス・スクワイア・エクスペリメント」の曲が、急遽、イエスとしての作品に昇格してアルバムを制作する事となり、正式メンバーとなったシャーウッドが最終ミックスダウンを行ったアルバム『オープン・ユア・アイズ』を1997年に発表した。

#### 『ラダー』
1999年、バンドは名プロデューサーとして知られたブルース・フェアバーンを迎えてアルバム『ラダー』を発表する。このアルバムではコロシェフは正式メンバーに昇格している。その後シャーウッドが自分の活動に専念するため、コロシェフが満期終了した契約の更改をせず脱退。

#### 『マグニフィケイション』
- ジョン・アンダーソン
- クリス・スクワイア
- スティーヴ・ハウ
- アラン・ホワイト

2001年、以前からあたためていた企画であるオーケストラとの共演作品となるアルバム『マグニフィケイション』を発表する。更には欧米でオーケストラとの共演のツアーを実現した。コンサートではキーボードにトム・ブリスリンが参加している。

#### リック・ウェイクマンの復帰
- ジョン・アンダーソン
- クリス・スクワイア
- スティーヴ・ハウ
- リック・ウェイクマン - 復帰
- アラン・ホワイト

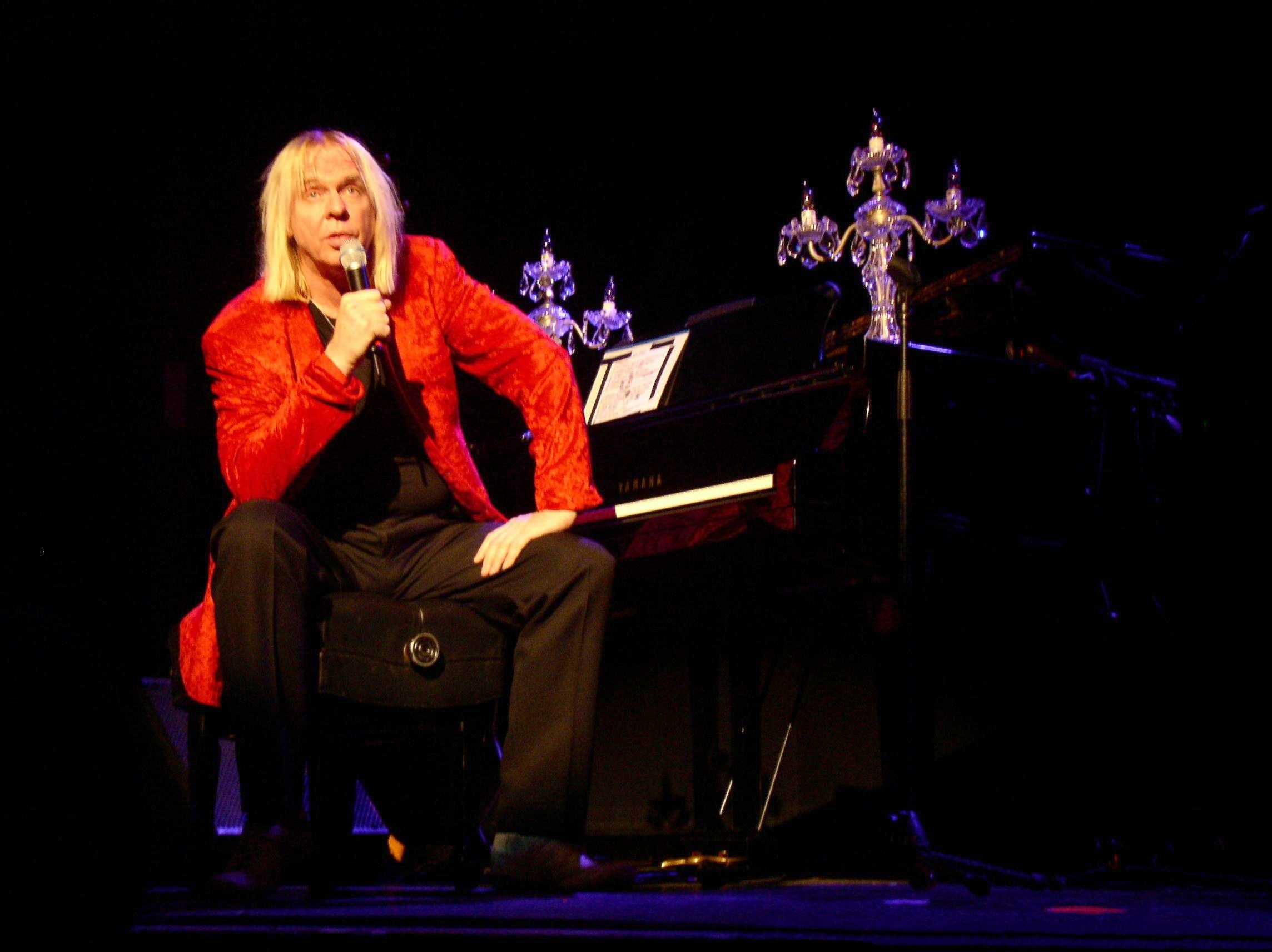
リック・ウェイクマン（2003年）

マグニフィケイション・ツアーを終えたイエスは、ウェイクマンの復帰を発表した。その後、イエスは2002年のクラシック・ツアー、2003年のフルサークル・ツアー、2004年の35周年記念ツアーと大規模なツアーを行ったものの、スタジオ・レコーディングの新作を出していない。

### ジョン・アンダーソン離脱 - 新世代イエス（2004年 - 2014年）

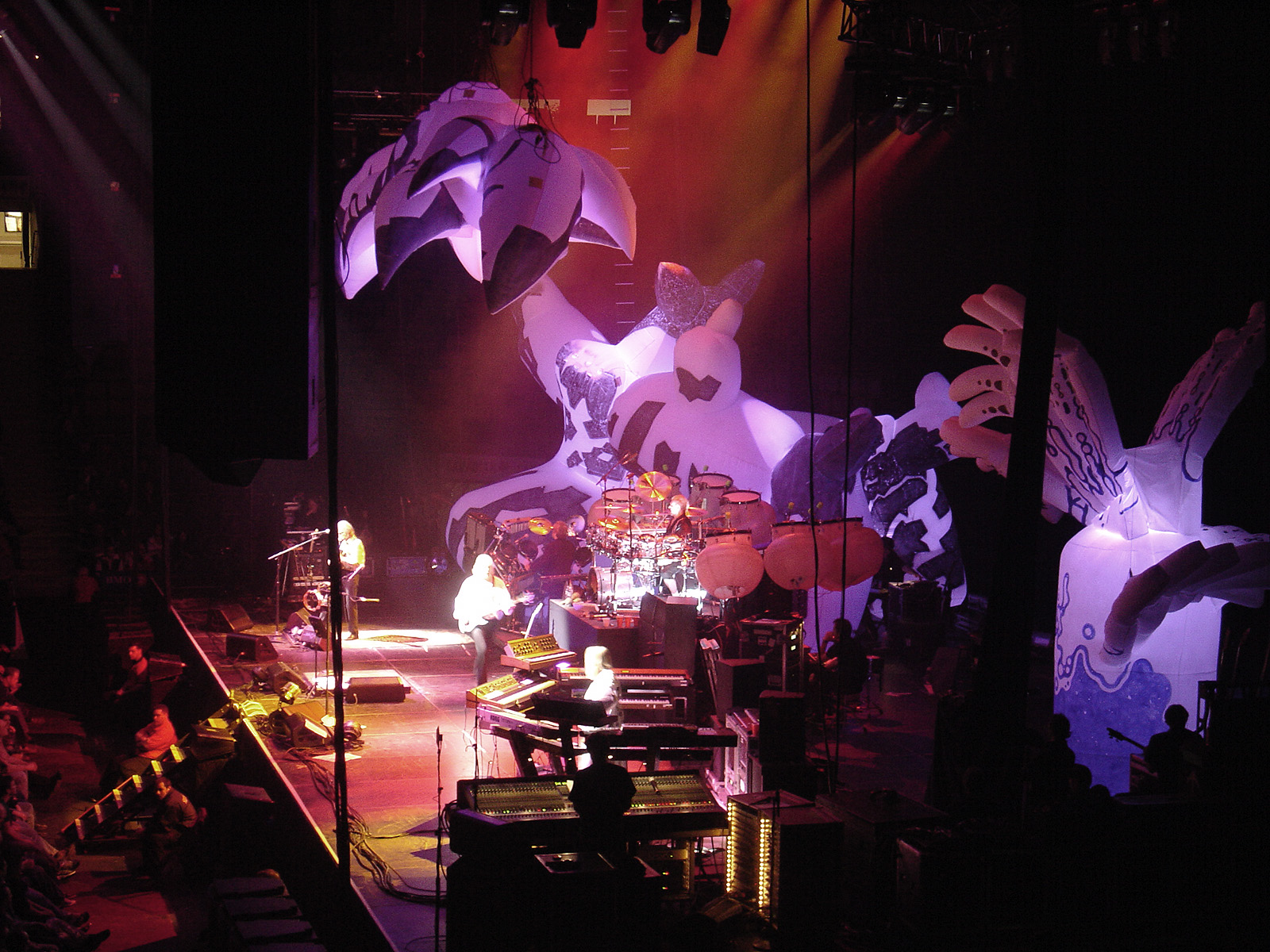
カナダ・トロント公演（2004年5月）

#### プリンス・トラストでの臨時編成
2004年11月11日、ロンドンのウェンブリー・アリーナで開催されたホーンの25周年記念ライブに『ドラマ』『ロンリー・ハート』の混成メンバーにて、イエスとして参加した。ホーン自身はバグルスのボーカル、ベースとして、ダウンズ、ホワイトと共演している。
- クリス・スクワイア
- スティーヴ・ハウ
- アラン・ホワイト
- トレヴァー・ラビン - スポット復帰
- ジェフ・ダウンズ - スポット復帰

#### 活動停止期

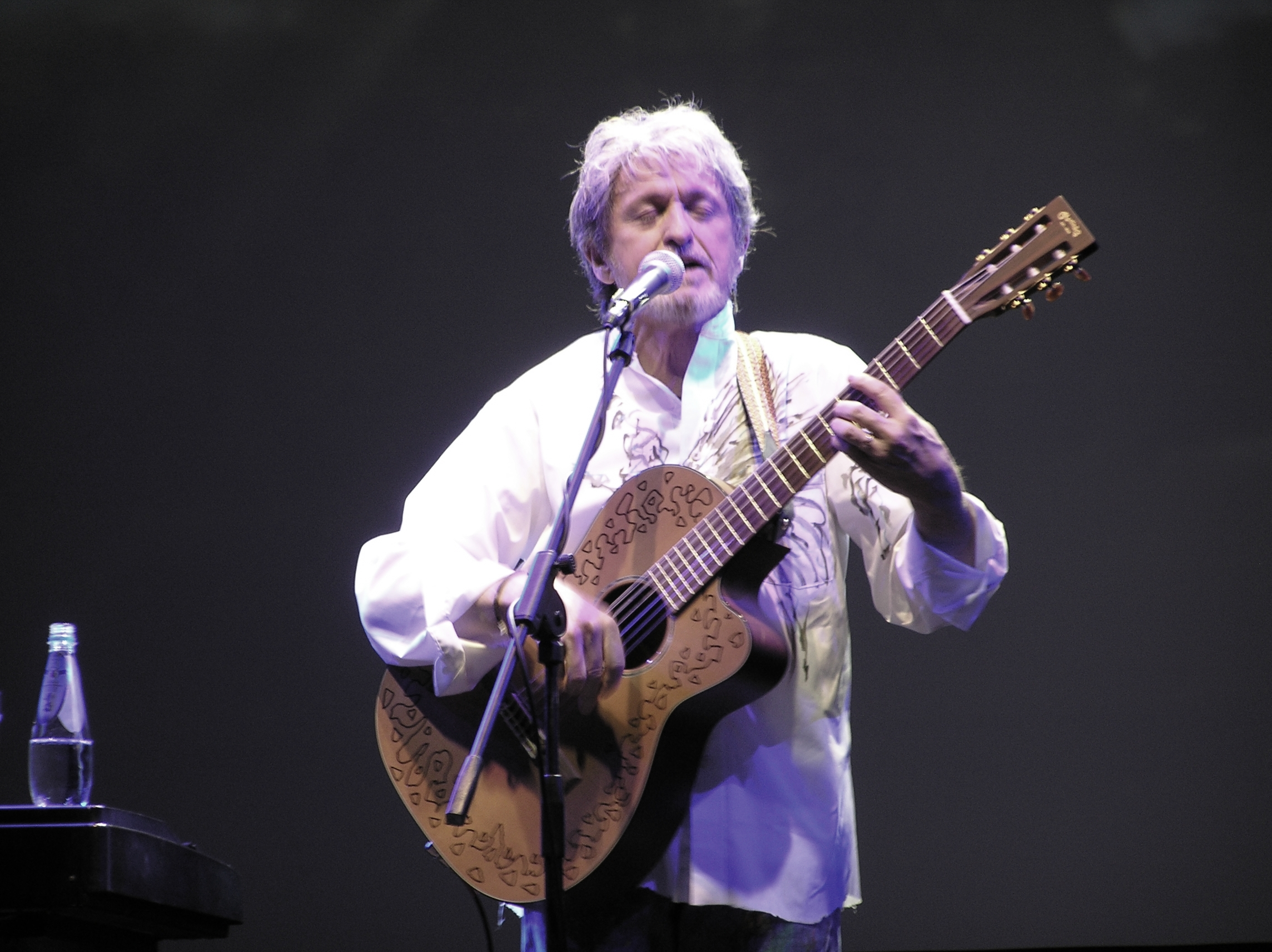
ジョン・アンダーソン（2007年）

2005年、「今年はツアーをやりたくない」というアンダーソンの意向を受けて、イエスはグループとしての活動を停止し、メンバーはソロ活動に入った。また、ウェイクマンが、公式に次のイエスの活動には参加しないことを表明した。
2008年、アンダーソン、ハウ、スクワイア、ホワイト、オリヴァー・ウェイクマン（リック・ウェイクマンの長男）というラインナップでバンド結成40周年をふまえた世界ツアーを行うことが公式サイトにて発表された。だが、アンダーソンの病気によりキャンセルとなった。

#### 活動再開
- クリス・スクワイア
- スティーヴ・ハウ
- アラン・ホワイト

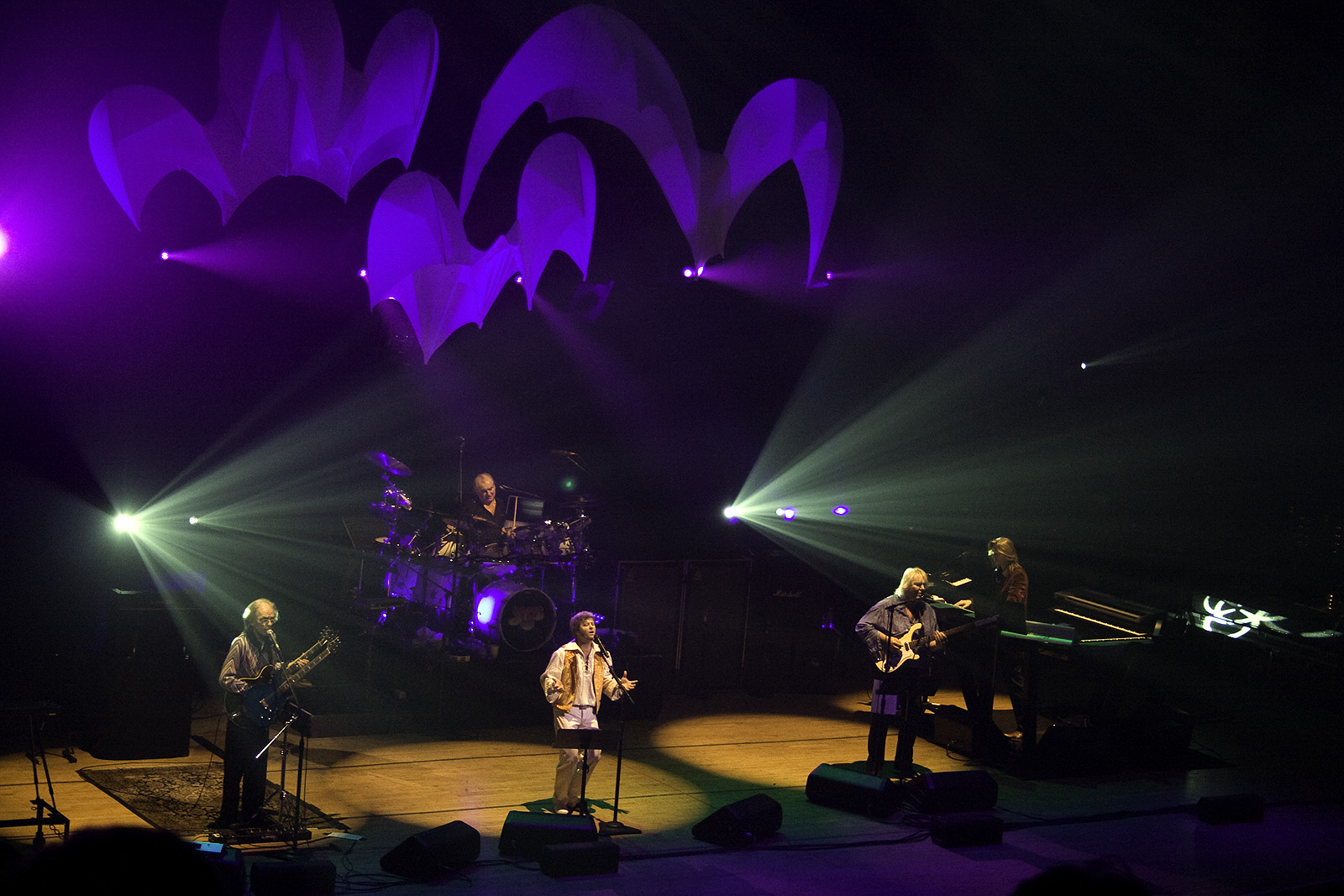
カナダ・トロント公演（2008年11月）

- オリヴァー・ウェイクマン（キーボード） - 新加入
- ベノワ・ディヴィッド（ボーカル） - 新加入

アンダーソンの回復を待たず、2008年9月、カナダ人シンガーのベノワ・ディヴィッドをアンダーソンの代理として起用、11月から12月にかけて、北米で「イン・ザ・プレゼント・ツアー」を敢行。その後にアンダーソンの病状は回復するものの、イエスへの復帰が認められず、イエスは2011年までディヴィッドとオリヴァー・ウェイクマンを加えた編成でライブ活動を続けた。
その間、アンダーソンはソロ・ライブで欧米を巡業し、2010年にはイギリスでリック・ウェイクマンとの共演の「プロジェクト360」としてのライブも行ない、連名のアルバムも発表している。

#### 『フライ・フロム・ヒア』

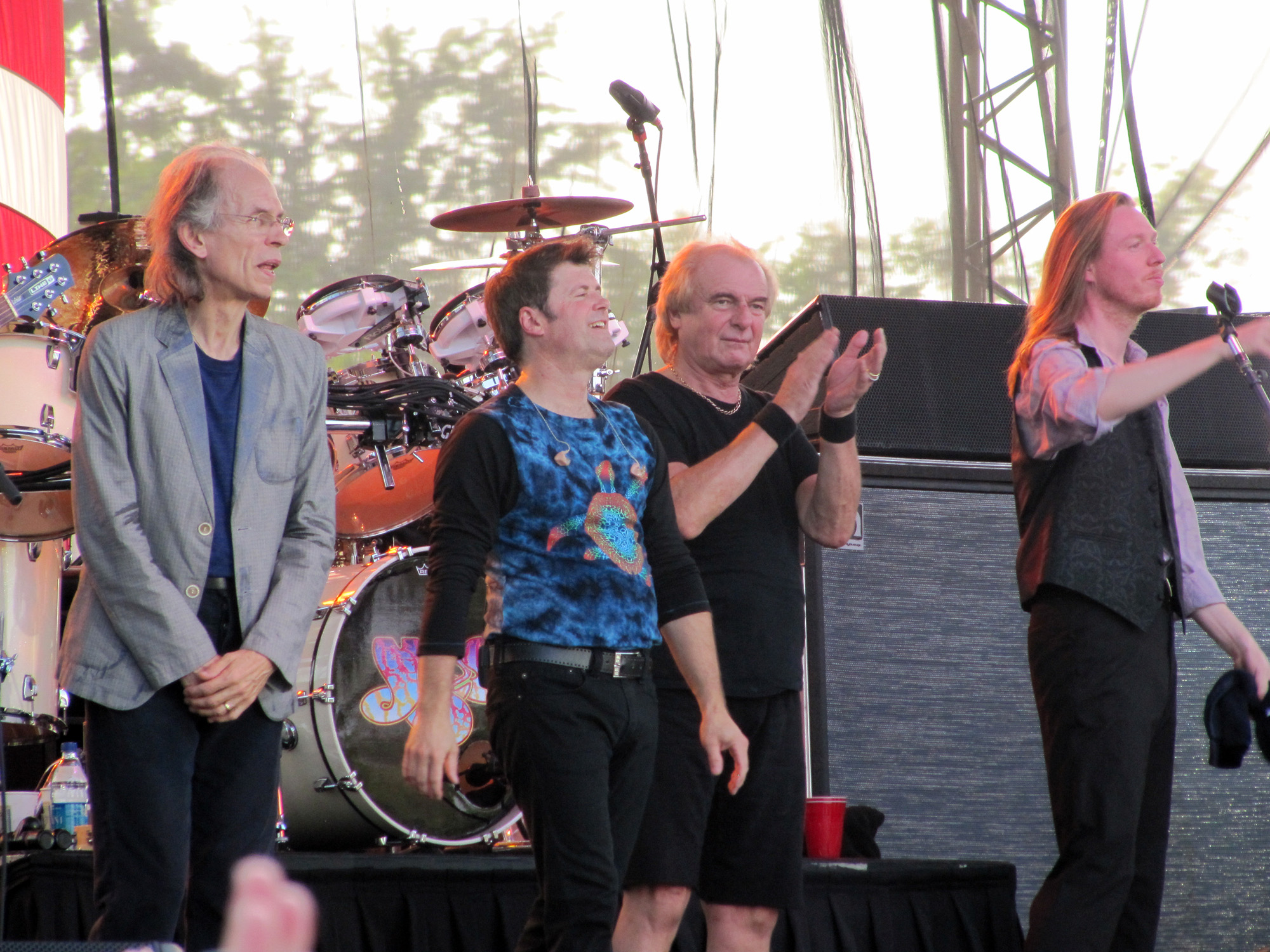
ベノワ・ディヴィッド（青）&オリヴァー・ウェイクマン（右） - アメリカ・シンシナティ公演（2010年7月）

2010年、ディヴィッドとオリヴァー・ウェイクマンを正式なメンバーとして次作のレコーディングを行なうことがアナウンスされた。プロデューサーにはホーンが参加すると発表された。
2011年、キーボードにダウンズ、プロデューサーにホーンを迎えて製作されたアルバム『フライ・フロム・ヒア』を発表。オリヴァー・ウェイクマンの名は無く、脱退なのか解雇なのかアナウンスされていない。アルバムのタイトル曲である「フライ・フロム・ヒア」は1980年のアルバム『ドラマ』の時に作られていた曲の再利用である。（当時のイエスのライブにて披露されていたほか、バグルスとしてレコーディングもされていた）
- クリス・スクワイア
- スティーヴ・ハウ
- アラン・ホワイト
- ジェフ・ダウンズ - 復帰
- ベノワ・ディヴィッド

同年7月から8月、スティクスを前座として北米ツアーを、11月から12月には単独でヨーロッパ・ツアーを行い、そのツアーでのライブ録音盤『イン・ザ・プレゼント〜ライヴ・フロム・リヨン - In The Present Live From Lyon』が発表された。

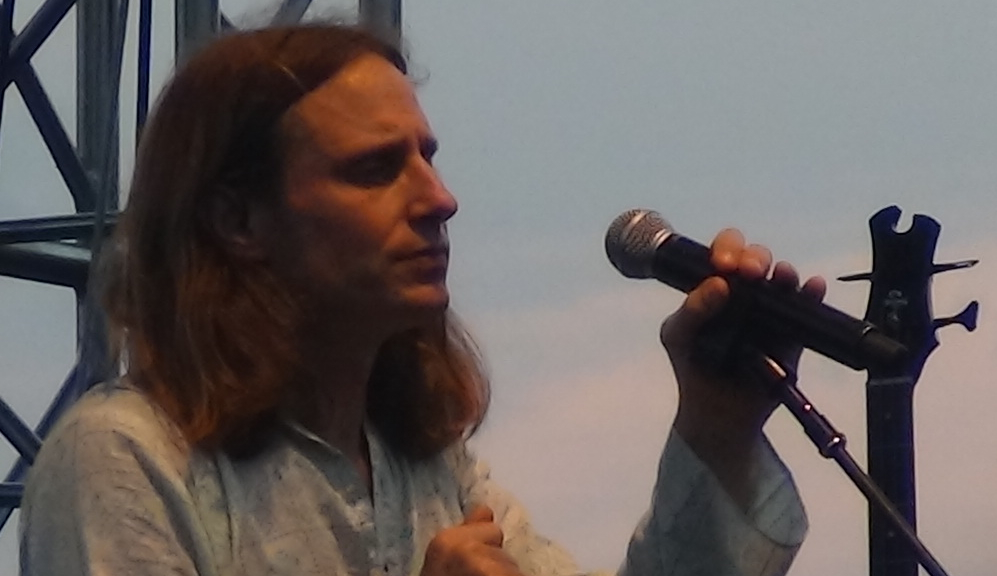
ジョン・デイヴィソン (2012年)

2012年2月、オーストラリア・ツアーを前にディヴィッドが病気のため正式に脱退。

#### 『ヘヴン&アース』
- クリス・スクワイア
- スティーヴ・ハウ
- アラン・ホワイト
- ジェフ・ダウンズ
- ジョン・デイヴィソン（ボーカル） - 新加入

ディヴィッドの後任ボーカルとしてグラス・ハマーのジョン・デイヴィソンが参加。2012年4月には10年ぶりの来日公演を果たした。

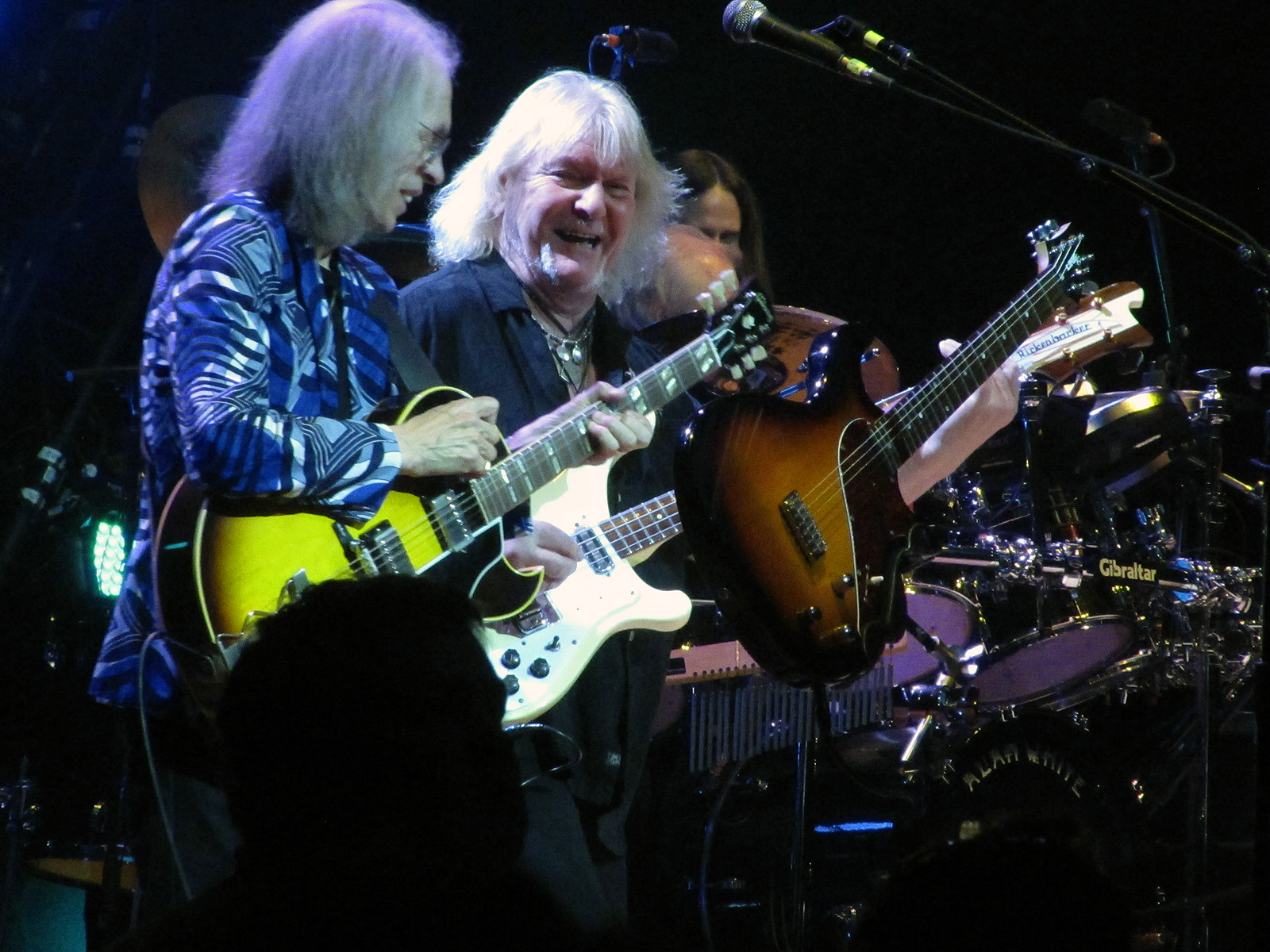
カナダ・トロント公演（2013年4月）

2013年3月1日より北米で「スリー・アルバム・ツアー」を開始。この企画は『イエス・サード・アルバム』『危機』『究極』の3つのアルバムの全曲を、それぞれのアルバム収録の曲順に演奏する内容である。ただし、アルバムの順は公演ごとに違っていた。また、会場の使用時間の制限などの理由により、2つのアルバムの演奏のみになった公演もある。
その後、同じ内容での南米ツアーも行なわれた。
2013年3月7日、元・メンバーのピーター・バンクスが死去。
2013年3月末には、プログレッシブ・ロックのバンドの演奏を船上で楽しむ企画「クルーズ・トゥ・ジ・エッジ (Cruise to the Edge)」に参加した。
2013年秋から次のスタジオ・アルバムの録音が開始されることがアナウンスされた。
2014年4月、「クルーズ・トゥ・ジ・エッジ 2014」に参加。スクワイアはスティーヴ・ハケットのバンドのライブにも参加した。
同年、「スリー・アルバム・ツアー」を再開。『イエス・サード・アルバム』の代わりに『こわれもの』全曲を演奏する内容に変更されていた。
同年7月、アルバム『ヘヴン&アース』を発売。今回もロジャー・ディーン作のジャケットである。

### クリス死去 - オリジナルメンバー不在へ（2015年 - 現在）

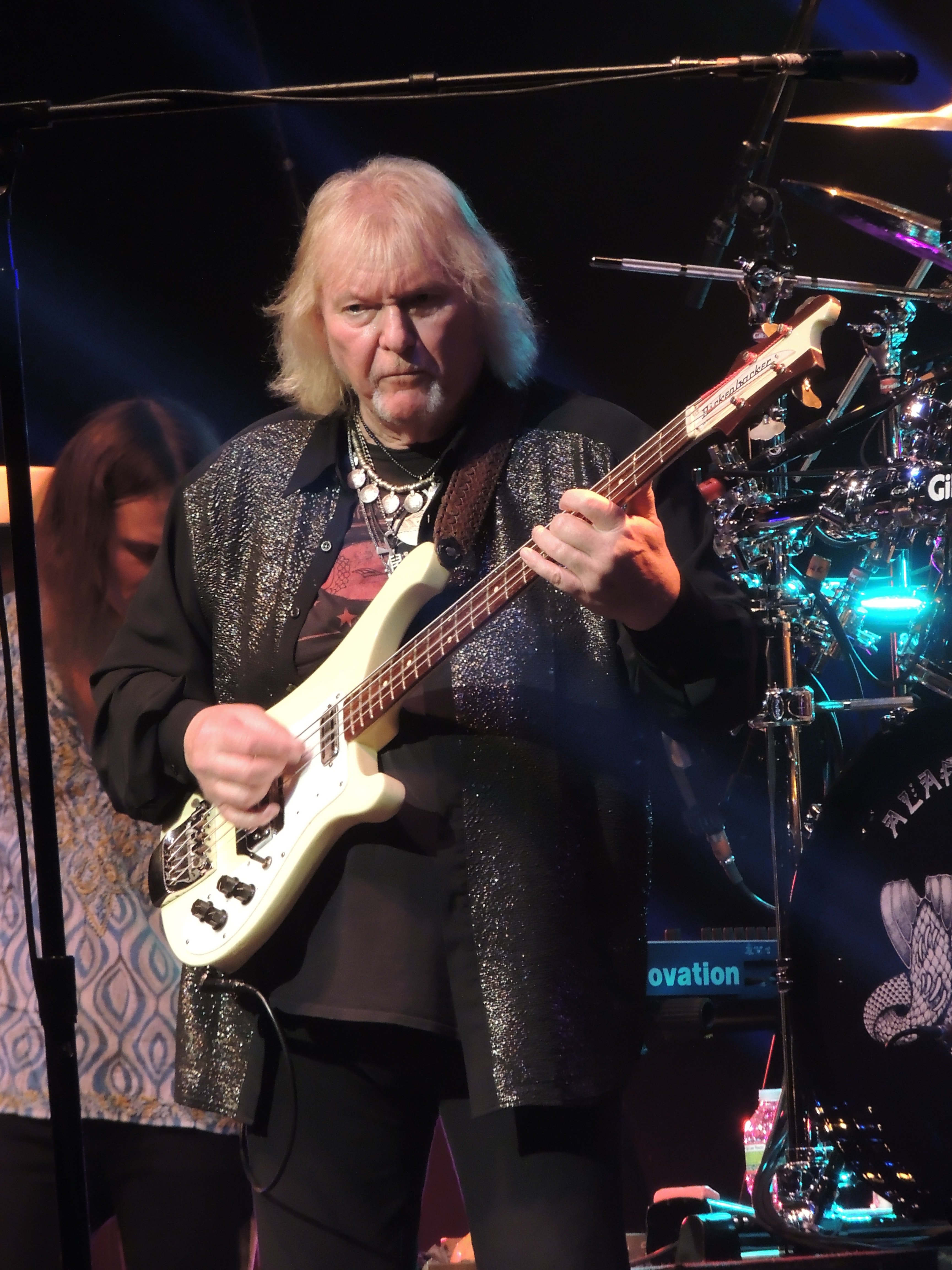
晩年のクリス・スクワイア (2013年)

#### クリス・スクワイア死去
- スティーヴ・ハウ
- アラン・ホワイト
- ジェフ・ダウンズ
- ジョン・デイヴィソン
- ビリー・シャーウッド（ベース） - 復帰

2015年のTOTOとの北米ツアーの日程が発表された。同年5月、クリス・スクワイアが急性骨髄性白血病の治療のためにツアーを欠場すること、代行でビリー・シャーウッドがツアーに参加することが発表された。ツアーが始まる前の同年6月28日、クリス・スクワイアが死去。アラン・ホワイトは彼の遺志も尊重してバンドを継続する意向を表明し、後にビリーが正式メンバーとして迎えられた。同年11月の「クルーズ・トゥ・ジ・エッジ 2015」にも参加。

#### その後の動向
2016年4月、ヨーロッパ・ツアーを開始。今回はアルバム『ドラマ』『こわれもの』の全曲を含むセットリストの企画であった。一部の公演ではホーンが参加して「Tempus Fugit」を歌唱した。
2016年5月、アンダーソン、ラビン、ウェイクマンが「アンダーソン、ラビン & ウェイクマン」（仮称）として11月にコンサート「An Evening of Yes Music and more」を行うことが発表された。
2016年7月27日、イエスは北米ツアーを開始。アラン・ホワイトが健康上の問題からツアーには参加せず、ジェイ・シェレンが代行した。
2016年10月4日、アンダーソン、ラビン ＆ ウェイクマンが「An Evening of Yes Music and More」と名付けたツアーをアメリカのフロリダ州オーランドから開始。全16曲がイエスの曲であった。ドラムはルイス・モリノ3世、ベースはリー・ポメロイが担当した。バンドのマネージメントはブライアン・レーン。11月22日の公演では、ラビンの息子のライアン・ラビンが「ロンリー・ハート」1曲のみでドラムを担当した。
2017年2月7日から11日、「クルーズ・トゥ・ジ・エッジ 2017」が開催された。2月9日のイエスのステージの最後では、ジョン・ウェットンを追悼して、エイジアのヒット曲「ヒート・オブ・ザ・モーメント」が演奏された。
2017年、『ロックの殿堂』入り。同年4月7日に行われた授賞式には、アンダーソン、ハウ、ブルーフォード、ウェイクマン、ホワイト、ラビンが出席し、受賞のスピーチを行った。また同日のセレモニーでは、アンダーソン、ハウ、ウェイクマン、ホワイト、ラビンによって「ラウンドアバウト」と「ロンリー・ハート」が演奏された。「ラウンドアバウト」ではゲディ・リーがベースで演奏に参加した。「ロンリー・ハート」ではハウがベースを弾いた。その直後に、アンダーソン、ラビン & ウェイクマンのバンド名が「イエス・フィーチャリング・アンダーソン・ラビン・ウェイクマン」（Yes Featuring Jon Anderson, Trevor Rabin, Rick Wakeman）となることが発表された。
同年4月にイエス・フィーチャリング・アンダーソン・ラビン・ウェイクマンの日本公演が実現した。ベースはイアン・ホーナルに交代していた。
同年8月、イエスは「イエスティヴァル・ツアー」と題したツアーを開始した。前座はトッド・ラングレン、カール・パーマーズ・ELP・レガシー。イエスのライブはスティーヴ・ハウの長男であるディラン・ハウがドラムで参加した6人編成で行われた。
同年9月、スティーヴ・ハウの次男であるヴァージル・ハウが急死。ツアーの残りの日程がキャンセルされた。
同年10月、翌年に計画されている結成50周年ツアー（「クルーズ・トゥ・ジ・エッジ 2018」を含む）にトニー・ケイが参加することがアナウンスされた。
2018年2月、「クルーズ・トゥ・ジ・エッジ 2018」が開催された。ドラムはジェイ・シェレンが担当し、アンコールの3曲でのみ、アラン・ホワイトとトニー・ケイが参加した。
2018年3月、結成50周年の欧州ツアーを行った。今回もホワイトのサポートとしてジェイ・シェレンが参加した。ロンドンでの2公演ではホーンが参加して「Tempus Fugit」を歌唱した。
2011年のアルバム『フライ・フロム・ヒア』をリミックスして、ホーンによるボーカルに差し替えたアルバム『フライ・フロム・ヒア：リターン・トリップ』を発表。
2018年7月、結成50周年の北米ツアーを開始。今回もホワイトのサポートとしてシュレンが参加。一部のライブでは、ケイ、ホーンのほか、パトリック・モラーツ、トム・ブリスリンも参加した。
2019年2月に結成50周年来日ツアー、6月 - 7月には「ザ・ロイヤル・アフェアー・ツアー」と名付けられた北米ツアーを行った。前座はエイジア、カール・パーマズ・ELP・レガシー、ジョン・ロッジ（ムーディー・ブルース）。今回もドラムはジェイ・シェレンが担当し、一部の曲でアラン・ホワイトが演奏した。スティーヴ・ハウはエイジアにゲスト参加した。

#### 『ザ・クエスト』
- スティーヴ・ハウ
- アラン・ホワイト
- ジェフ・ダウンズ
- ジョン・デイヴィソン
- ビリー・シャーウッド

2021年、ソニー・ミュージック系列に移籍した7年ぶりのオリジナルアルバム『ザ・クエスト』をリリース。クリス・スクワイアが携わらない初めてのスタジオ作品であった。

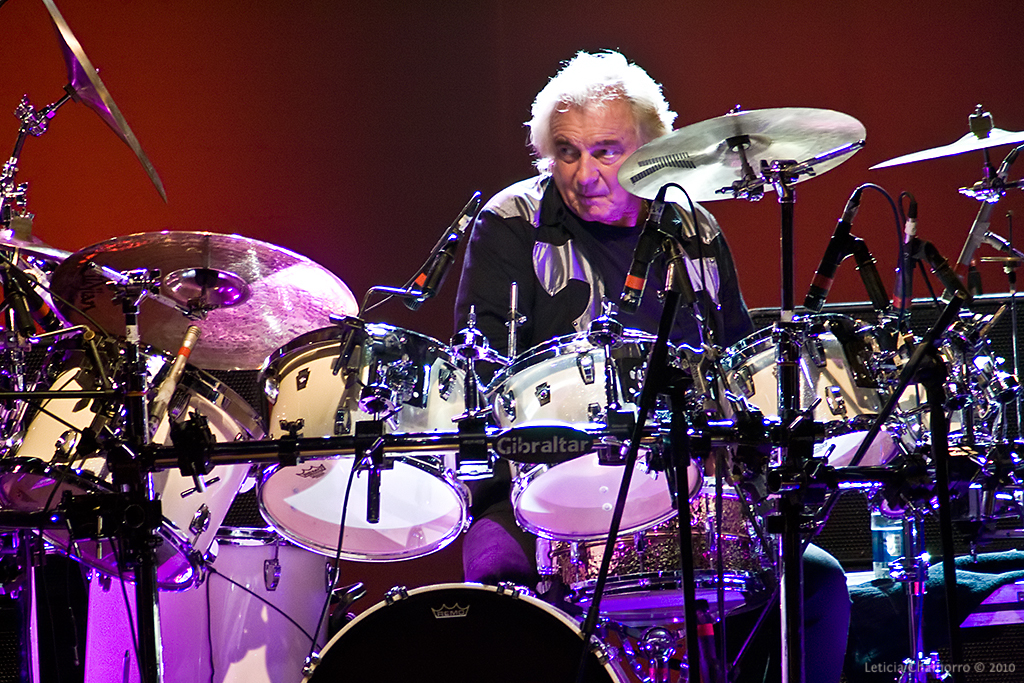
円熟期のアラン・ホワイト（2010年）

2022年5月、 ホワイトが死去。これにより1970年代からの在籍メンバーは、ハウだけとなった。
同9月、アルバム『危機』リリース50周年記念来日ツアーを開催し、同アルバムの再現ライブも実施した。
2023年2月、ツアーのサポートメンバーとして参加していたジェイ・シェレンが、正式メンバーとしてイエスに加わった。

#### 『ミラー・トゥ・ザ・スカイ』
- スティーヴ・ハウ
- ジェイ・シェレン
- ジェフ・ダウンズ
- ジョン・デイヴィソン
- ビリー・シャーウッド

## メンバー
※2025年4月1日時点

### 現ラインナップ
- ジョン・デイヴィソン (Jon Davison) - ボーカル/ギター/キーボード（2012年– ）
- スティーヴ・ハウ (Steve Howe) - ギター（1970年–1981年、1990年–1992年、1995年– ）
- ビリー・シャーウッド (Billy Sherwood) - ベース/ボーカル/キーボード（1994年、1997年–2000年、2015年– ）
- ジェフ・ダウンズ (Geoff Downes) - キーボード（1980年–1981年、2011年– ）

- ジェイ・シェレン (Jay Schellen) - ドラムス（2023年– ）

### ラインナップの変遷
| 年            | ボーカル             | ギター                                | キーボード                                      | ベース               | ドラムス                              |
| ------------- | -------------------- | ------------------------------------- | ----------------------------------------------- | -------------------- | ------------------------------------- |
| 1968年–1970年 | ジョン・アンダーソン | ピーター・バンクス                    | トニー・ケイ                                    | クリス・スクワイア   | ビル・ブルーフォード                  |
| 1970年–1971年 | ジョン・アンダーソン | スティーヴ・ハウ                      | トニー・ケイ                                    | クリス・スクワイア   | ビル・ブルーフォード                  |
| 1971年–1972年 | ジョン・アンダーソン | スティーヴ・ハウ                      | リック・ウェイクマン                            | クリス・スクワイア   | ビル・ブルーフォード                  |
| 1972年–1974年 | ジョン・アンダーソン | スティーヴ・ハウ                      | リック・ウェイクマン                            | クリス・スクワイア   | アラン・ホワイト                      |
| 1974年–1976年 | ジョン・アンダーソン | スティーヴ・ハウ                      | パトリック・モラーツ                            | クリス・スクワイア   | アラン・ホワイト                      |
| 1976年–1980年 | ジョン・アンダーソン | スティーヴ・ハウ                      | リック・ウェイクマン                            | クリス・スクワイア   | アラン・ホワイト                      |
| 1980年–1981年 | トレヴァー・ホーン   | スティーヴ・ハウ                      | ジェフ・ダウンズ                                | クリス・スクワイア   | アラン・ホワイト                      |
| 1981年–1983年 | 事実上の解散中       | 事実上の解散中                        | 事実上の解散中                                  | 事実上の解散中       | 事実上の解散中                        |
| 1983年–1989年 | ジョン・アンダーソン | トレヴァー・ラビン                    | トニー・ケイ トレヴァー・ラビン（スタジオのみ） | クリス・スクワイア   | アラン・ホワイト                      |
| 1990年–1992年 | ジョン・アンダーソン | トレヴァー・ラビン スティーヴ・ハウ   | トニー・ケイ リック・ウェイクマン               | クリス・スクワイア   | アラン・ホワイト ビル・ブルーフォード |
| 1993年–1994年 | ジョン・アンダーソン | トレヴァー・ラビン                    | トニー・ケイ トレヴァー・ラビン                 | クリス・スクワイア   | アラン・ホワイト                      |
| 1995年–1997年 | ジョン・アンダーソン | スティーヴ・ハウ                      | リック・ウェイクマン                            | クリス・スクワイア   | アラン・ホワイト                      |
| 1997年        | ジョン・アンダーソン | スティーヴ・ハウ ビリー・シャーウッド | イゴール・コロシェフ（スタジオのみ）            | クリス・スクワイア   | アラン・ホワイト                      |
| 1997年–2000年 | ジョン・アンダーソン | スティーヴ・ハウ ビリー・シャーウッド | イゴール・コロシェフ                            | クリス・スクワイア   | アラン・ホワイト                      |
| 2000年        | ジョン・アンダーソン | スティーヴ・ハウ                      | イゴール・コロシェフ                            | クリス・スクワイア   | アラン・ホワイト                      |
| 2001年–2002年 | ジョン・アンダーソン | スティーヴ・ハウ                      | トム・ブリスリン（ツアーのみ）                  | クリス・スクワイア   | アラン・ホワイト                      |
| 2002年–2004年 | ジョン・アンダーソン | スティーヴ・ハウ                      | リック・ウェイクマン                            | クリス・スクワイア   | アラン・ホワイト                      |
| 2004年        | トレヴァー・ラビン   | トレヴァー・ラビン スティーヴ・ハウ   | ジェフ・ダウンズ                                | クリス・スクワイア   | アラン・ホワイト                      |
| 2004年–2008年 | 活動休止             | 活動休止                              | 活動休止                                        | 活動休止             | 活動休止                              |
| 2008年–2010年 | ベノワ・ディヴィッド | スティーヴ・ハウ                      | オリヴァー・ウェイクマン                        | クリス・スクワイア   | アラン・ホワイト                      |
| 2011年–2012年 | ベノワ・ディヴィッド | スティーヴ・ハウ                      | ジェフ・ダウンズ                                | クリス・スクワイア   | アラン・ホワイト                      |
| 2012年–2015年 | ジョン・デイヴィソン | スティーヴ・ハウ                      | ジェフ・ダウンズ                                | クリス・スクワイア   | アラン・ホワイト                      |
| 2015年–2022年 | ジョン・デイヴィソン | スティーヴ・ハウ                      | ジェフ・ダウンズ                                | ビリー・シャーウッド | アラン・ホワイト                      |
| 2022年–2023年 | ジョン・デイヴィソン | スティーヴ・ハウ                      | ジェフ・ダウンズ                                | ビリー・シャーウッド | （サポート）                          |
| 2023年–       | ジョン・デイヴィソン | スティーヴ・ハウ                      | ジェフ・ダウンズ                                | ビリー・シャーウッド | ジェイ・シェレン                      |

## ディスコグラフィ

### スタジオ・アルバム
- 『イエス・ファースト・アルバム』 - Yes（1969年）
- 『時間と言葉』 - Time and a Word（1970年）
- 『サード・アルバム』 - The Yes Album（1971年）
- 『こわれもの』 - Fragile（1971年）
- 『危機』 - Close to the Edge（1972年）
- 『海洋地形学の物語』 - Tales from Topographic Oceans（1973年）
- 『リレイヤー』 - Relayer（1974年）
- 『究極』 - Going for the One（1977年）
- 『トーマト』 - Tormato（1978年）
- 『ドラマ』 - Drama（1980年）
- 『ロンリー・ハート』 - 90125（1983年）
- 『ビッグ・ジェネレイター』 - Big Generator（1987年）
- 『結晶』 - Union（1991年）
- 『トーク』 - Talk（1994年）
- 『キーズ・トゥ・アセンション』 - Keys to Ascension（1996年）
- 『キーズ・トゥ・アセンション2』 - Keys to Ascension 2（1997年）
- 『オープン・ユア・アイズ』 - Open Your Eyes（1997年）
- 『ラダー』 - The Ladder（1999年）
- 『マグニフィケイション』 - Magnification（2001年）
- 『フライ・フロム・ヒア』 - Fly from Here（2011年）
- 『ヘヴン&アース』 - Heaven & Earth（2014年）
- 『フライ・フロム・ヒア：リターン・トリップ』 - Fly  from Here : Return Trip（2018年）※2011年作をリミックスし、歌唱を元ボーカルのトレヴァー・ホーンが担当した作品
- 『ザ・クエスト』 - The Quest（2021年）
- 『ミラー・トゥ・ザ・スカイ』 - Mirror to the Sky（2023年)

## 来日公演
- Close to the Edge Tour（1973年）
  - 3月08日 東京 東京厚生年金会館
  - 3月09日 東京 渋谷公会堂
  - 3月10日 東京 共立講堂
  - 3月11日 名古屋 名古屋市公会堂
  - 3月12日 大阪 大阪厚生年金会館
  - 3月14日 京都 京都会館

- Big Generator Tour（1988年）
  - 4月04日・5日・7日 東京 国立代々木競技場
  - 4月09日 横浜 横浜文化体育館
  - 4月10日 名古屋 名古屋市公会堂
  - 4月12日・13日 大阪 大阪府立体育会館

- Anderson Bruford Wakeman Howe Tour（1990年）
  - 3月1日・2日・4日  東京 NHKホール
  - 3月5日 大阪 フェスティバルホール
  - 3月7日 横浜 横浜文化体育館
  - 3月8日 東京 中野サンプラザ

- Union Tour（1992年）
  - 2月29日 東京 国立代々木競技場
  - 3月02日 大阪 大阪城ホール
  - 3月03日 名古屋 名古屋国際会議場
  - 3月04日 横浜 横浜文化体育館
  - 3月05日 東京 日本武道館

- Talk Tour（1994年）
  - 09月29日 大阪 大阪城ホール - 台風により中止
  - 09月30日 高松 高松市民文化センター
  - 10月01日 北九州 九州厚生年金会館
  - 10月04日・5日 東京 日本武道館
  - 10月06日 仙台 仙台サンプラザ
  - 10月10日 名古屋 レインボーホール
  - 10月11日 広島 広島厚生年金会館

- Open Your Eyes and Thirtieth Anniversary Tour（1998年）
  - 10月08日・9日 東京 渋谷公会堂
  - 10月11日 川口 川口LILIA
  - 10月13日 名古屋 名古屋市公会堂
  - 10月14日 大阪 大阪厚生年金会館

- Full Circle Tour（2003年）
  - 9月12日 大阪 大阪厚生年金会館
  - 9月14日・15日 東京 東京国際フォーラム
  - 9月16日 横浜 神奈川県民ホール

- Rite of Spring and Fly From Here Tours 2011-2012（2012年）
  - 4月17日 東京 日本青年館
  - 4月18日・19日 東京 渋谷公会堂
  - 4月21日 尼崎 あましんアルカイックホール

- Heaven And Earth Tours（2014年）
  - 11月23日・24日・25日 東京 東京ドームシティホール
  - 11月27日 大阪 オリックス劇場
  - 11月28日 名古屋 Zepp名古屋
  - 11月29日 東京 NHKホール

- Yes Japan Tour in 2016（2016年）
  - 11月21日・22日 東京 オーチャードホール
  - 11月24日 大阪 オリックス劇場
  - 11月25日 名古屋 Zepp名古屋
  - 11月28日・29日 東京 オーチャードホール

- Celebrating 50 Years of Yes: #Yes50 Tour 2019（2019年）
  - 2月19日 名古屋 Zepp名古屋
  - 2月20日 尼崎 あましんアルカイックホール
  - 2月22日・23日・24日 東京 東京ドームシティホール

- 50th Anniversary Close to the Edge Tour（2022年）[12]
  - 9月5日・6日・12日 東京 オーチャードホール
  - 9月8日 大阪 NHK大阪ホール
  - 9月9日 名古屋 日本特殊陶業市民会館ビレッジホール
    - 12日は追加公演

- The CLASSIC TALES OF YES Tour 2024（2024年）[13]
  - 9月16日・18日・19日 東京 昭和女子大学人見記念講堂
  - 9月21日 仙台 仙台GIGS
  - 9月23日 愛知 岡谷鋼機名古屋公会堂
  - 9月25日 大阪 NHK大阪ホール

## 関連アーティスト／バンド
- メイベル・グリアーズ・トイショップ（イエスの前身）
- GTR（エイジアの後、スティーヴ・ハウが結成に参加、ジェフ・ダウンズがプロデューサー担当）
- U.K.（ビル・ブルーフォードが結成に参加／キーボードのエディ・ジョブソンが短期間のみイエス参加）
- ブルーフォード（ビル・ブルーフォードが結成／ベースのジェフ・バーリンがABWHをサポート）
- XYZ、シネマ（1980年代のイエスの前身）
- アンダーソン・ブルーフォード・ウェイクマン・ハウ（イエスの別動バンド）
- ヴァンゲリス（ジョン・アンダーソンが「天国と地獄」にゲスト参加）
- エイジア（スティーヴ・ハウとジェフ・ダウンズが結成に参加、ビリー・シャーウッドが「サイレント・ネイション」で参加）
- キング・クリムゾン（ジョン・アンダーソンが「リザード」にゲスト参加／ビル・ブルーフォードが移籍／ベースのトニー・レヴィンがABWHをサポート）
- グラス・ハマー（ジョン・アンダーソンが2007年のアルバム「Culture Of Ascent」にゲスト参加。またリード・ボーカルのジョン・デイヴィソンが2012年よりイエスに参加）
- ジョン・アンド・ヴァンゲリス（1979年以降のジョン・アンダーソン参加ユニット）
- スターキャッスル（オリヴァー・ウェイクマンが2007年の再結成時に参加）
- ストローブス（リック・ウェイクマンの移籍元）
- バグルス（トレヴァー・ホーンとジェフ・ダウンズの移籍元）
- バジャー - Badger（トニー・ケイが最初に脱退した直後に結成したバンド）
- プラスティック・オノ・バンド（セッション・マン時代のアラン・ホワイトがツアーに参加）
- フラッシュ（脱退後のピーター・バンクスが結成したバンド。トニー・ケイもゲスト参加）
- ラビット（トレヴァー・ラビンが地元の南アフリカで在籍）
- レフュジー（パトリック・モラーツの移籍元）
- ワールド・トレイド（ビリー・シャーウッドが元在籍）
- サーカ（ビリー・シャーウッド、トニー・ケイ、アラン・ホワイトら、イエスとその周辺人物が結成）
- ミステリー - Mystery（ベノワ・ディヴィッドが在籍しているバンド。彼の地元カナダで活動している）
- Close to the Edge（ベノワ・ディヴィッドが参加していたイエスのコピーバンド[注 26]。）
- YOSO（ビリー・シャーウッド、トニー・ケイとトトの関係者によるバンド。バンド名は Yes + TOTO から）
- イエス feat. ジョン・アンダーソン、トレヴァー・ラビン、リック・ウェイクマン